# Pica d'Estats
La Pica d'Estats o Pui de Sotllo (en occità: Pica d'Estats, en francès: Pique d'Estats) és una muntanya de 3.143,45 metres d'altitud al Pirineu axial entre la comarca del Pallars Sobirà i el departament francès d'Arieja. És el cim més alt de Catalunya. Està situada al final de la Vallferrera i de la ribera de Sotllo, dins l'àrea protegida del Parc Natural de l'Alt Pirineu. És el punt culminant del massís del Montcalm i està constituïda per tres pics, poc separats l'un de l'altre: el pic central o Pica d'Estats (el més alt), el pic occidental o pic Verdaguer (3.129 m) i el pic oriental o punta de Gabarró (3.114,6 m), on hi ha un vèrtex geodèsic.
La paret sud de la muntanya, solcada per nombroses canals, s'aboca a la coma d'Estats, formant el frontal del circ glacial on s'ubica l'estany d'Estats. La carena que uneix el pic de Sotllo, la Pica d'Estats i el pic Rodó de Canalbona, marca el límit fronterer entre Espanya i França, i l'existent entre Catalunya i Occitània en aquest sector, amb una orientació general que va de nord-nord-oest a sud-sud-est.
Aquest cim està inclòs al repte dels 100 cims de la Federació d'Entitats Excursionistes de Catalunya (FEEC).

### Sobre el nom del cim
Lluís Marià Vidal ja constatava el 1895 que «el nom d’Estats amb què coneixen el cim els mapes francesos és absolutament desconegut a Àreu i els seus contorns. «Aquí tan sols es coneix amb el nom de Sotllo» i que «jo reemplaçaria el nom d’Estats, que és estranger, pel de Sotllo, que és català».
En el mateix article, Vidal explica (1897) que els habitants del vessant català no tenen un nom diferenciat per a cadascun dels cims, i que tots els estanys, comes i pics són de Sotllo. Finalment, i després d'haver expressat les seves preferències, conclou: «Reservarem, no obstant, el nom especial de Pica d'Estais per al pic central, ja que aquest, no havent estat objecte de treballs científics oficials ni particulars en el nostre país, no ha estat anomenat en les publicacions espanyoles».
De fet els excursionistes catalans de l’època fan la mateixa constatació. Joan Coromines explica que la gent del país anomenava la Pica d’Estats com a Pui de Sotllo. Aquest darrer nom també apareix indicat en una de les plaques de dalt del cim per al nom català.

## Entorn natural
- Geologia: Des del punt de vista litològic, l'àrea està constituïda per una sèrie cambroordoviciana formada per l'alternança de gresos i limolites, amb algunes petites intercalacions de quarsites, conglomerats i roques d'origen volcànic. En ser un paratge d'alta muntanya, les superfícies rocoses mostren estructures menys deformades i de gran qualitat que, en zones menys enlairades, quedarien en part ocultes per la cobertura vegetal. El relleu actual conté magnífics exemples del modelat glacial amb espectaculars circs.

- Hidrologia: Les aigües que aflueixen al torrent de Sotllo provenen majoritàriament dels estanys naturals d'origen glacial de les comes de Sotllo, Estats i d'Estany Fondo. A més a més d'aquests estanys força grans, hi ha, a un nivell superior i repartits per aquestes comes, una sèrie d'estanys més petits com l'estany Gelat i l'estany occidental de Canalbona i altres estanyols que recullen l'aigua de les canals i congestes més enlairades. També hi ha un gran nombre de fonts i sorgències.

- Flora i vegetació: A les parts baixes hi ha una forta influència mediterrània amb extensos alzinars de carrasca que ocupen els solells rocosos, però a la major part del territori hi domina la vegetació de caràcter eurosiberià o boreoalpí. En altituds mitjanes predominen els boscos de pi roig i diversos tipus de prat. Més amunt hi ha els boscos de pi negre i les avetoses, i a les zones més altes, dominen els prats naturals i la vegetació de roca.
- La flora existent volta les 1.500 espècies, entre les quals n'hi ha un bon nombre d'endèmiques i també plantes singulars per la seva raresa. Hi predominen les dels terrenys àcids o silicis, Més notables encara ho són les que representen l'única població catalana, com l'espècie aquàtica Hippuris vulgaris, o les que gairebé no es fan enlloc més dels Pirineus, com Matthiola valesiaca.
- La fusta dels boscos ha estat molt aprofitada. No i hi ha cap bosc que puguem qualificar com a verge. Sí que hi ha algunes zones de bosc madur o bosc vell a Arcalís (Alins-Àreu). L'únic arbre actualment catalogat com a monumental és l'Avet del Pla de la Selva.

- Fauna: S'hi troba el gall fer, amb major població ibèrica. L'àguila daurada, el voltor i el trencalòs. Sovint es poden observar sis espècies de grans mamífers herbívors (isard, mufló, cabirol, cérvol, daina, senglar) i, fins i tot, el mític ós bru es passeja sovint per les valls més septentrionals.

- A les parts més altes de la vall s'hi pot observar la perdiu blanca, el pardal d'ala blanca i el pela-roques. Als boscos d'alta muntanya, també hi són el mussol pirinenc, la becada, el raspinell pirinenc i la marta. L'extensa xarxa de rius i estanys gaudeix de bones poblacions de truites i d'alguns vertebrats semiaquàtics singulars, en especial l'almesquera (un petit mamífer insectívor amenaçat endèmic del nord ibèric), la llúdriga, la rata d'aigua i la merla d'aigua. És rellevant la sargantana pallaresa que viu a l'alta muntanya, emparentada amb altres sargantanes pirinenques i descoberta fa ben poc. És endèmica d'una petita zona dels Pirineus compresa entre els massissos del Mont-roig i de l'oest d'Andorra.
- L'os: El territori ha estat històricament molt freqüentat per l'os, com ho testimonien nombroses dades històriques recollides sobretot a les Valls d'Aneu, la Vall de Cardós i la Vall Ferrera, però també a Os de Civís o la vall de Santa Magdalena. És un animal de costums molts discrets i la seva observació és molt difícil. Generalment, la seva presència es coneix gràcies als rastres que deixa, com petjades, excrements, pèls o marques als arbres.
- El Parc Natural de l'Alt Pirineu: Ocupa gairebé 80.000 hectàrees de les comarques del Pallars Sobirà i l'Alt Urgell. El Parc Natural de l'Alt Pirineu és el més extens de Catalunya. El Parc combina una gran diversitat de paisatges propis de l'alta i la mitjana muntanya del Pirineu, els valors naturals i els elements que formen el seu patrimoni cultural, fruit de l'acció humana sobre el territori. El decret de creació del Parc estableix com a objectius bàsics la protecció de tots aquests valors i l'establiment d'un règim ordenador adreçat al desenvolupament sostenible de tot el territori de l'espai natural. Va ser creat l'any 2003, per mitjà del Decret 194/2003, d'1 d'agost, de declaració del Parc Natural de l'Alt Pirineu.[8]

## Rutes normals d'ascens
Les rutes o vies normals per pujar a la Pica d'Estats, tot i que no presenten cap tram on calgui grimpar o escalar, sí que poden comportar dificultats depenent de la temporada, la innivació i les condicions meteorològiques adverses que, a l'alta muntanya, són canviants i evolucionen molt ràpidament. Entre novembre i fins a finals de juny, poden ser molt útils o necessaris el piolet, els grampons i fins i tot la corda. La ruta és llarga i cal comptar amb l'equipament escaient i reserves d'aliment i líquid suficients.
Des del Pallars Sobirà per Vallferrera
La ruta normal d'ascens es fa pel refugi de Vall Ferrera (FEEC) i es pot realitzar en un o dos dies, depenent de la preparació física. És important matinar i sortir ben d'hora.
Accés fins a l'inici de la ruta: A Llavorsí, se segueix la carretera L-504 i després la L-510 fins a Àreu, des d'on es pren la pista que porta cap al Pla de la Selva continuant fins a l'aparcament de la Molinassa. El camí baixa i travessa els torrents d'Arcalís i d'Areste fins al refugi.
Del refugi (1.901 m) s'agafa el sender, molt fresat, que guanya alçada fent llaçades, deixant el fons del barranc d'Areste a la dreta. Arribant a sota unes dalles se segueix a l'esquerra en direcció nord-oest, flanquejant en alçada fins al barranc de Sotllo i es continua, deixant el fons del torrent a l'esquerra i posant atenció al tram rocallós on el camí descendeix gairebé fins al fons del barranc, per continuar fins al pont de la Socalma (2.121 m) on el sender passa a l'altre costat. En aquest punt la vall s'obre i el sender continua passant els llacs de Sotllo i d'Estats per la nostra esquerra i enfilant la coma d'Estats, en forta pujada fins al Port de Sotllo (2875 m). Es baixa uns 50 metres pel vessant nord i es flanqueja a la dreta, sota unes roques (en aquest tram a l'obaga, sovint hi trobem neu força glaçada), fins a la cometa d'Estats i se segueix pujant en direcció est. Abans d'arribar al Port de Riufred, es gira a la dreta en direcció sud per guanyar la carena i fer els darrers metres fins al cim. La tornada es fa pel mateix itinerari.
Des de l'Arieja per l'Artigue
La ruta normal es fa pel refugi de Pinet (FFCAM) (2.240 m) generalment en dos dies. Un dia per arribar fins al refugi i un segon dia per pujar al cim.
Accés fins a l'inici de la ruta: sortint de la carretera D108 després d'Ausat (Auzat), es passa pel poble de Marc i es deixa a l'esquerra la carretera que va a l'estany de Soulcem i es continua per la carretera D66, a la dreta, que va cap a l'Artigue. La carretera creua l'Artigue fins a l'aparcament de la central hidroelèctrica.
Primer dia: La caminada comença amb un sender fàcil vora el riu de l'Artigue. Més endavant, una passera permet creuar cap al marge dret del riu. Al cap d'uns minuts, s'arriba a una bifurcació per anar a les cascades de l'Artigue. Se segueix a l'esquerra el sender que puja fent llaçades pel bosc en direcció als orris de la Nouzère (1.679 m) i l'estany Sord, des d'on s'arriba al refugi de Pinet després de superar un bon pendent.
Segon dia: Del refugi, es pren un sender costerut que segueix la Valleta de Bars, flanquejant i guanyant alçada. Al cap d'una hora la vall es tanca i s'arriba a prop de l'estany d'Etats (2.415 m) on el camí es desvia cap a l'esquerra i puja fort per arribar a l'estany de Montcalm (2.557 m). La pujada continua superant successius ressalts rocallosos fins al collet de la Cometa (2.900 m), accedint a la part alta de la cometa d'Estats, des d'on es pot pujar també al cim del Montcalm. D'aquí girem en direcció Sud i després a l'esquerra la curta carena fins al cim. La tornada segueix el mateix itinerari.

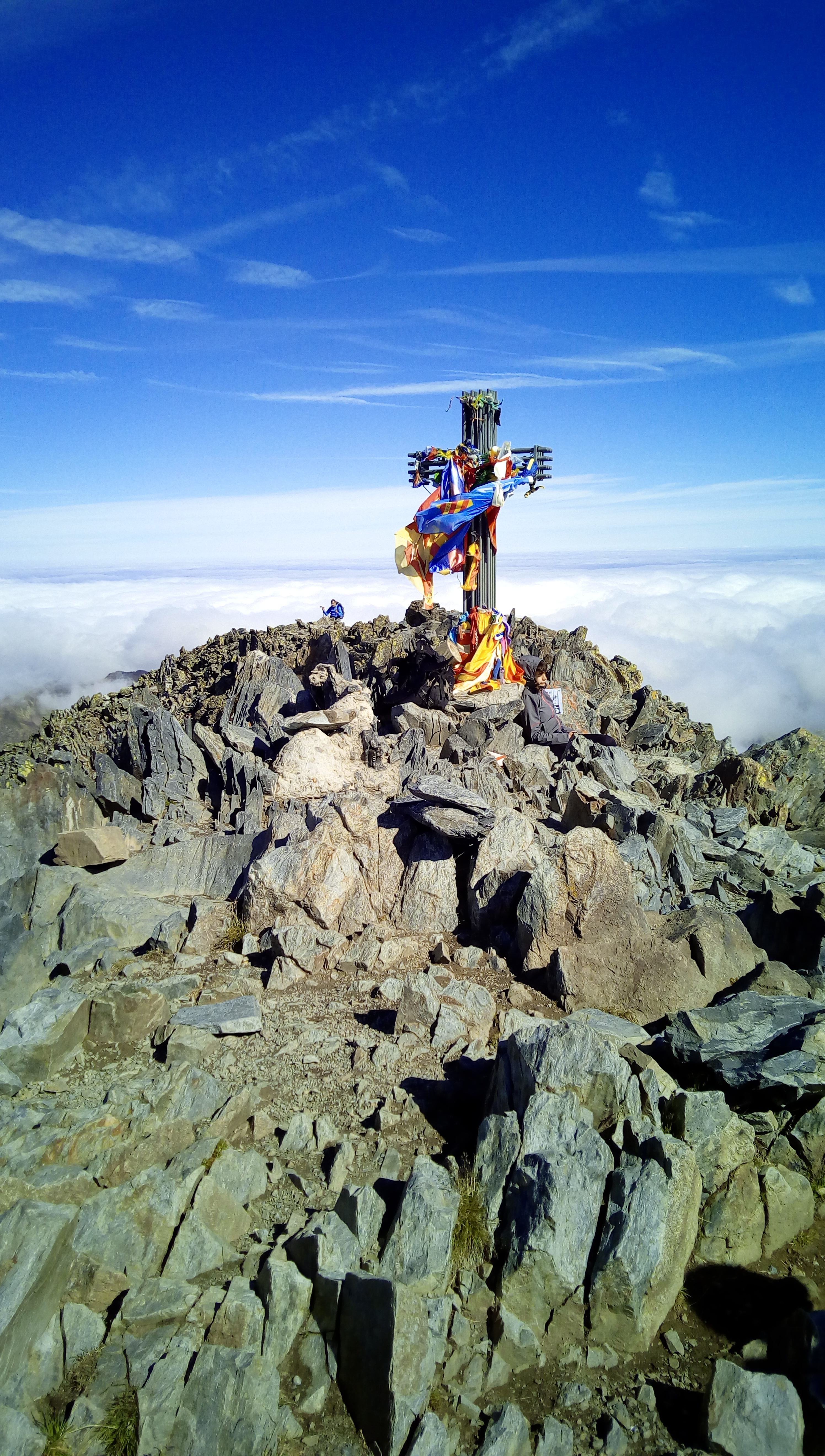
La creu al cim de la Pica d'Estats

## Altres rutes
- Per l'aresta oest (directa) des del port de Sotllo passant pel pic Verdaguer. Escalada AD:IIIº.
- Per l'aresta sud-est (via Gabarró). Escalada AD:IIIº.
- A la cara sud-oest sortint de l'estany d'Estats i directes cap al cim, hi ha vies d'escalada poc definides i algunes de poca dificultat (IIº-IIIº). Cal anar però amb compte perquè el rocam és molt descompost i inestable.
- Pel barranc d'Areste, l'estany d'Areste i la conca Gelada fins a arribar a la bretxa entre la Pica d'Estats i la punta Gabarró (via Gabarró) AD:IIIº (graduació de vies d'escalada- dificultat).

## Història

### Primeres ascensions
La primera ascensió s'atribueix a Henry Russell i Jean-Jacques Denjean el 1864, tot i que algunes versions contenen que el cim hauria estat assolit amb anterioritat per topògrafs francesos que realitzaven mesuraments altimètrics.
Una segona ascensió s'atribueix a Jacint Verdaguer el 1883, partint des d'Auzat i passant pel Montcalm. Això és el que consta en el seu diari i en les ressenyes dels seus viatges i excursions pel Pirineu entre 1882 i 1883. El cim occidental és anomenat pic Verdaguer en homenatge a l'insigne poeta i excursionista català. Aquell mateix any 1883, Maurice Gourdon, va fer el cim des d'Àreu i Lluís M. Vidal hi va ascendir el 1897 també pel vessant català.
La primera ascensió hivernal la va fer l'alpinista i escalador Lluís Estasen el 1924.
El metge Pere Gabarró i Garcia fou l'autor de la via Gabarró, una nova via d'accés a la Pica d'Estats. El 1934 va ascendir al cim pel crestall oriental. En homenatge a la figura del cirurgià i excursionista, el cim oriental va passar a anomenar-se punta Gabarró.

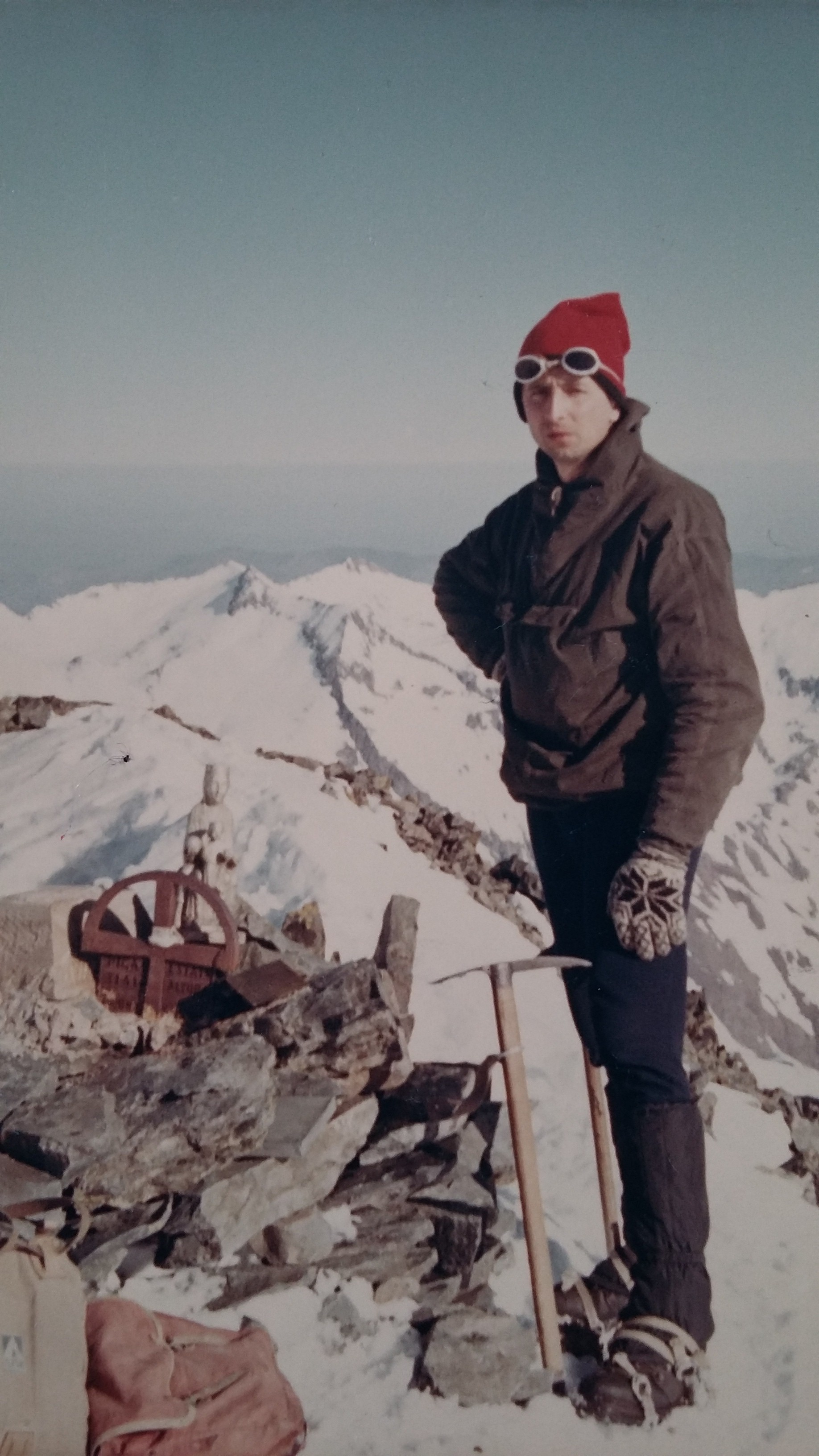
Cim de la Pica d'Estats, el febrer de 1967, on es pot observar la primera creu de ferro.

### La creu del cim
La primera creu de ferro, forjada a la ferreria de Josep Ribes, a Àreu, va ser portada i fixada al cim per un grup d'escoltes dirigits per Antoni Batlle el juliol de 1936. Aquesta petita creu, que va ser retrobada el 1994, va desaparèixer del cim durant uns anys i va ser substituïda per una rèplica d'alumini l'estiu de 1976, portada i fixada per excursionistes i escoltes que, alhora, van efectuar una primera neteja de deixalles de la coma d'Estats, la instal·lació va ser dirigida per l'activista i muntanyenc Josep Sicart i Tauler.. Aquesta segona rèplica de la primera creu, també va desaparèixer del cim.
L'actual gran creu de ferro va ser fixada el dia 24 de juny de 1994. Dissenyada i forjada pel muntanyenc i escalador Jordi Àlvarez Garcia al seu taller de serralleria, va ser transportada fins al cim des del pla de Boet en un helicòpter.